# Trichostomum corniculatum
Trichostomum corniculatum là một loài rêu trong họ Pottiaceae. Loài này được (Wahlenb.) Schwägr. mô tả khoa học đầu tiên năm 1823.